# Lü Ping
Lü Ping (chiń. 吕平; ur. 1 listopada 1996) − chiński bokser kategorii muszej, brązowy medalista mistrzostw świata oraz wicemistrz młodzieżowych igrzysk olimpijskich z 2014 roku.

## Kariera amatorska
W kwietniu 2014 zdobył brązowy medal mistrzostwach świata w Sofii. W półfinałowej walce na młodzieżowych mistrzostwach przegrał na punkty z reprezentantem Stanów Zjednoczonych Shakurem Stevensonem. W sierpniu 2014 zdobył brązowy medal na młodzieżowych igrzyskach olimpijskich. W finale przegrał na punkty z reprezentantem Stanów Zjednoczonych Shakurem Stevensonem.